# Sztálingrád (film, 1993)
A Sztálingrád (eredeti cím: Stalingrad) egy 1993-ban bemutatott német II. világháborús filmdráma Joseph Vilsmaier rendezésében.

## Cselekmény
1942-ben a Wehrmacht mélyen behatol a Szovjetunióba. Legfontosabb támadási pontja Sztálingrád, a Volga menti ipari és közlekedési csomópont, aminek elfoglalása több okból is fontos Hitler számára. Egyrészt biztosítani lehet a Kaukázusban előrenyomuló német csapatok bal szárnyát, másrészt a gazdag olajmezők megszerzése az olajban szűkölködő német hadigazdaság számára nélkülözhetetlen.
Manfred "Rollo" Rohleder (Jochen Nickel) szakasza éppen Olaszországban tölti eltávját, amikor megkapják a parancsot: csatlakozniuk kell Sztálingrád ostromához. Ő és társai Fritz Reiser tizedes (Dominque Horwitz), Közveszélyes Müller közlegény (Sebastian Rudolph), Edgar Emingholz közlegény (Heinz Emingholz) Hans von Witzland hadnagy (Thomas Kretschmann) parancsnoksága alá kerülnek. A szovjet városban mindannyian Hermann Musk (Karel Heřmánek) százados vezetésével egy gyártelepen indítanak offenzívát súlyos vérveszteségekkel. Majd körülzárják őket a szovjet csapatok, ahonnan végül kitörnek. Másnap a csatornarendszert próbálják biztosítani. Witzland elszakadva a többiektől rábukkan egy szovjet katonanőre Irinára (Dana Vávrová), akinek felkínálja a segítségét, hogy kijuthasson biztonságban, de ő inkább elszalad. Később a szakasz rálel egy bomba robbanásától súlyosan megsérült Edgarra, akit orvoshoz visznek.
Ott azonban a közlegény belehal sérüléseibe az ellátás hiánya végett. Witzland emiatt összetűzésbe kerül Haller századossal (Dieter Okras), aki az egész szakaszt végül büntetőszázadba száműzeti, és aknákat kell hatástalanítaniuk. Néhány nappal később fordul a harci helyzet: a szovjet csapatok körülzárták a 6. Német Hadsereget. Musk százados lehetőséget ad szakaszának a büntetőszázadból való kijutásra: útját kell állni egy közelgő szovjet páncélos hadtestnek, hogy a németek kitörhessenek a kutyaszorítóból. Ezt a csatát is újabb nagy vérveszteségekkel ugyan, de sikerült megnyerniük.
Haller százados ezt követően a szakasznak "jutalomból" kivégzés végrehajtását írja elő, amit ők erős ellenérzéssel ugyan, de megtesznek. Ugyanakkor Reiser, Müller és Witzland – megelégelve a vérengzést és az esélytelen sztálingrádi csatát – dezertálni készül. Elindulnak a pitomniki reptér felé, útközbe szembesülve a civil lakosság nyomorával. Hogy betegnek tüntessék fel magukat és helyet kapjanak a hazatérő repülőgépre ezért elhunyt katonákról igazoló cédulát szereznek be. A tervük azonban kudarcot vall: a repteret megtámadják a szovjetek. Nem tudják elérni az utolsó repülőt, ami elhagyta a térséget így ott ragadtak.
Visszatérnek egy menedékhelyre, ahol ismét találkoznak többi bajtársukkal. Musk százados már súlyos lábelrothadásban szenved. Egy német repülőgép ellátmányának megszerzése közben rajtuk üt Haller százados, aki pisztolyát rájuk irányítja. A gátlástalan századossal szemben persze erőfölényben vannak, ugyanakkor egy óvatlan pillanatban Müllert lelövi. Ezt követően az életéért könyörög s elárulja a többieknek, hogy van egy raktára, ahol felhalmozott mindent és ott meghúzhatják magukat. Végül azonban végeznek vele.
A raktárban a sok felhalmozott élelem, ellátmány mellett egy ágyhoz kötözve megtalálják Irinát is, akit Haller ejtett foglyul. Witzland szabadon engedi a lányt akiről kiderül, hogy kollaboráns, illetve félig német származású. Musk százados biztat mindenkit, hogy folytassák a harcot és vigyék ki őt az épületből, de ennek csupán Rollo tesz eleget. Az utcán azonban csupán azt tudják megállapítani, hogy német sereg megadta magát a szovjeteknek.
Irina Witzlandnak és Reisernek felajánlja a szökést a fagyos pusztán keresztül, így elindulnak a semmibe. Útközben Irinát lelövik a szovjetek és meghal. Witzland is megsérül a konfliktusban és hamarosan elfogy az ereje, majd összerogy. Reiser összekuporodik melléje majd felidézi észak-afrikai kalandjait tartva benne a lelket, de végül halálra fagy ő is a jeges orosz télben.

## Szereplők
| Színész                                                                      | Szereplő                                | Magyar hang    |
| ---------------------------------------------------------------------------- | --------------------------------------- | -------------- |
| Dominique Horwitz                                                            | Fritz Reiser tizedes                    | Kassai Károly  |
| Thomas Kretschmann                                                           | Hans von Witzland hadnagy               | Csankó Zoltán  |
| Jochen Nickel                                                                | Manfred " Rollo" Rohleder szakaszvezető | Rajhona Ádám   |
| Sebastian Rudolph                                                            | Közveszélyes "KM" Müller közlegény      | Bolba Tamás    |
| Dana Vávrová                                                                 | Irina                                   | Hámori Eszter  |
| Martin Benrath                                                               | Hentz tábornok                          | Elekes Pál     |
| Sylvester Groth                                                              | Otto                                    | Rosta Sándor   |
| Karel Heřmánek                                                               | Hermann Musk százados                   | Konrád Antal   |
| Heinz Emigholz                                                               | Edgar Emigholz közlegény                | Czvetkó Sándor |
| Ferdinand Schuster                                                           | Double Edgar                            | Áron László    |
| Oliver Broumis                                                               | HGM                                     | Háda János     |
| Dieter Okras                                                                 | Haller százados                         | Uri István     |
| Zdeněk Vencl                                                                 | Wölk                                    | Kocsis György  |
| Mark Kuhn                                                                    | Pflüger őrmester                        | Juhász György  |
| További magyar hangok                                                        |                                         |                |
| Bata János, Bor Zoltán, Holl Nándor, Kardos Gábor, Rudas István, Varga Tamás |                                         |                |

## Díjak, jelölések

### Bavarian Film Awards (1993)
- díj: legjobb operatőr (Joseph Vilsmaier)
- díj: legjobb vágás (Hannes Nikel)
- díj: legjobb produkció (Bob Arnold, Günter Rohrbach, Joseph Vilsmaier, Hanno Huth)

### Moszkvai Nemzetközi Filmfesztivál (1993)
- jelölés: Arany Szent György (Joseph Vilsmaier)